# Miguel Ángel Brindisi
Miguel Ángel Brindisi de Marco (ur. 8 października 1950 w Buenos Aires) – argentyński piłkarz, grający podczas kariery na pozycji ofensywnego pomocnika.

## Kariera klubowa
Miguel Ángel Brindisi rozpoczął karierę w klubie CA Huracán w 1967. Z Huracánem zdobył mistrzostwo Argentyny w turnieju Metropolitano 1972. Rok wcześniej z 21 bramkami był królem strzelców ligi argentyńskiej. W 1973 Brindisi został Piłkarzem roku w Argentynie. W 1976 wyjechał do hiszpańskiego klubu UD Las Palmas. W Primera División Brindisi zadebiutował 5 września 1976 w przegranym 0–4 meczu z FC Barcelona. W swoim pierwszym sezonie Brindisi wystąpił w 30 meczach, w których strzelił 8 bramek a Las Palmas zajął 4. miejsce, dzięki czemu Las Palmas zakwalifikowało się do Pucharu UEFA 1978. Rok później Las Palmas zajął 6., a w 1979 7. miejsce w lidze hiszpańskiej. Dla Brindisiego najlepszy był sezon 1978/79, kiedy w 30 meczach strzelił 14 bramek.
Ostatni raz w Primera División wystąpił 3 czerwca 1979 w przegranym 1–2 meczu z Rayo Vallecano. Łączny bilans Brindisiego w lidze hiszpańskiej to 92 mecze, w których strzelił 29 bramek. W 1979 powrócił do Huracánu. W latach 1981–1982 był zawodnikiem Boca Juniors. Z Boca zdobył mistrzostwo Argentyny Metropolitano 1981. W 1983 krótko był zawodnikiem klubu Unión Santa Fe, z którego wyjechał na drugą stronę La Platy do urugwajskiego Nacionalu Montevideo. Z Nacionalem zdobył mistrzostwo Urugwaju w 1983. W 1984 ostatni raz występował w Argentynie w Racingu. Ogółem w latach 1968–1984 w lidze argentyńskiej rozegrał 479 meczów, w których strzelił 203 bramki.
| Sezon   | Klub                      | Kraj      | Rozgrywki        | Mecze | Bramki |
| ------- | ------------------------- | --------- | ---------------- | ----- | ------ |
| 1968    | CA Huracán                | Argentyna | Primera División | 8     | 1      |
| 1969    | CA Huracán                | Argentyna | Primera División | 35    | 13     |
| 1970    | CA Huracán                | Argentyna | Primera División | 19    | 5      |
| 1971    | CA Huracán                | Argentyna | Primera División | 44    | 15     |
| 1972    | CA Huracán                | Argentyna | Primera División | 42    | 29     |
| 1973    | CA Huracán                | Argentyna | Primera División | 32    | 21     |
| 1974    | CA Huracán                | Argentyna | Primera División | 23    | 13     |
| 1975    | CA Huracán                | Argentyna | Primera División | 47    | 27     |
| 1976    | CA Huracán                | Argentyna | Primera División | 22    | 16     |
| 1976/77 | UD Las Palmas             | Hiszpania | Primera División | 30    | 8      |
| 1977/78 | UD Las Palmas             | Hiszpania | Primera División | 32    | 7      |
| 1978/79 | UD Las Palmas             | Hiszpania | Primera División | 30    | 14     |
| 1979    | CA Huracán                | Argentyna | Primera División | ?     | ?      |
| 1980    | CA Huracán                | Argentyna | Primera División | ?     | ?      |
| 1981    | Boca Juniors              | Argentyna | Primera División | 45    | 19     |
| 1982    | Boca Juniors              | Argentyna | Primera División | 33    | 8      |
| 1983    | Unión Santa Fe            | Argentyna | Primera División | 14    | 2      |
| 1983    | Club Nacional de Football | Urugwaj   | Primera División | 3     | 1      |
| 1984    | Racing Club               | Argentyna | Primera División | 38    | 9      |

## Kariera reprezentacyjna
W reprezentacji Argentyny Brindisi zadebiutował w 1969. W 1974 został powołany na Mistrzostwa Świata. Na Mundialu w RFN Brindisi wystąpił w czterech meczach z: Polską, Haiti, Brazylią (w 35 min. strzelił jedyną bramkę dla Argentyny) i NRD. Ogółem w barwach albicelestes wystąpił w 46 meczach, w których zdobył 17 bramek.

## Kariera trenerska
Po zakończeniu kariery piłkarskiej Brindisi został trenerem. Karierę trenerską rozpoczął w 1986 w Alumni Villa Maria. W 1987 powróćił do swojego byłego klubu Municipalu Gwatemala. Z Municipalem dwukrotnie zdobył mistrzostwo Gwatemali w 1987 i 1988. W latach 1989–1991 pracował w Ekwadorze w Barcelonie. Z Barceloną dwukrotnie zdobył mistrzostwo Ekwadoru w 1989 i 1991. Po tych sukcesach przeniósł się Hiszpanii, gdzie trenował RCD Espanyol i swój były klub UD Las Palmas.
W latach 1994–1995 prowadził Independiente Avellaneda. Z Independiente zdobył mistrzostwo Argentyny: Clausura 1994, Supercopa Sudamericana 1994 i Recopa Sudamericana 1995. Równocześnie z pracą w Independiente Brindisi prowadził w latach 1994–1997 reprezentację Gwatemali. W 1998–1999 po raz drugi prowadził Espanyol. Kolejnymi miejscami pracy Brindisiego były CA Huracán, Racing Club de Avellaneda, Lanús, Boca Juniors i Comunicaciones Gwatemala. Również nieudana była praca w Meksyku w Club Atlas i Jaguares de Chiapas. 20 września 2010 Brindisi po raz drugi trenował Huracán, jednakże wobec słabych wyników przestał pełnić tę funkcję 22 lutego 2011.